# Michael Edward Phelps
Michael Edward Phelps (Cleveland, 24 de agosto de 1939) é um matemático e químico estadunidense. É considerado um dos pais da tomografia por emissão de posítrons.